# Basava Premanand
Basava Premanand (17 de fevereiro de 1930 — 4 de outubro de 2009) foi um eminente desenganador cético e racionalista de Tamil Nadu, Índia.

## História
Por volta de 1975, Premanand começou a denunciar publicamente o "homem santo" indiano, Sathya Sai Baba, e agora dedica sua vida à exposição de falsos homens santos e fenômenos paranormais. Originalmente um ilusionista, Premanand utiliza suas habilidades com o objetivo de mostrar explicações naturais para as supostas capacidades sobrenaturais e milagres alegados por esses gurus e homens santos. Desde 1976 seu principal alvo é Sathya Sai Baba
Premanand foi preso em 1986 pela polícia por marchar com 500 voluntários até Puttaparthi, a cidade aonde o principal ashram do guru estava localizada. No mesmo ano ele processou Sathya Sai Baba por violação do Ato de controle Dourado pela materialização de objetos em outro de Sathya Sai Baba. O caso foi arquivado, mas Premanand apelou baseado em que o poder espiritual não é uma defesa reconhecida pela lei.
Ele posteriormente fundou a Federação de Associações Racionalistas Indianas, que ia nas vilas da India para educar as pessoas contra os falsos gurus e faquires que ele considerava uma fraude. Ele também era o convocador do Comitê para a Investigação Cética Indiano, um grupo cético baseado em Tamil Nadu que é afiliado ao Comitê para a Investigação Cética. Ele é o dono-editor da revista mensal "O Indiano Cético", que "publica artigos de investigações científicas em aparentemente ocorrencias paranormas com especial enfase a casos na India"
Descrito pela BBC como o principal Desvendador de Gurus da India, Basava Premanand foi "honrado pelo governo com o mais alto premio para a promoção de valores científicos entre o público".

## O Desafio de Basava Premanand
Em 1963, Abraham Kovoor ofereceu um premio de 100,000 INR para qualquer um que pudesse demonstrar poderes sobrenaturais ou milagrosos sob condições a prova de fraude.  Depois da morte de Abraham Kovoor em 1978,  Basava Premanand continuou seu desafio oferecendo INR 100,000 para qualquer pessoa que consiga demonstrar qualquer habilidade pisíquica, sobrenatural ou paranormal de qualquer sorte sob condições de observação satisfatória. O desafio continua incontestável.

## Livros/panfletos de autoria de Premanand

### Em inglês
1. Science versus Miracles
2. Lure of Miracles
3. Divine Octopus
4. The Storm of Godmen, God and Diamond Smuggling
5. Satya Sai Greed
6. Satya Sai Baba & Gold Control Act
7. Satya Sai Baba & Kerala Land Reforms Act
8. Investigate Balayogi
9. United Front - FIRA 2nd National Conference
10. Murders in Sai Baba's Bedroom
11. A. T. Kovoor Octogenary Souvenir

### Em malaio
1. Saibabayude Kalikal - traduzido por Johnson Eyeroor
2. Saidasikal Devadasikal
3. Pinthirippanmarude Masterplan